# Kevin Carter
Kevin Carter (Joanesburgo, 13 de setembro de 1960 – Joanesburgo, 27 de julho de 1994) foi um premiado fotojornalista sul-africano e membro do Clube do Bangue-Bangue. Em 1994, Carter ganhou um Prémio Pulitzer por uma fotografia de sua autoria que retrata a fome no Sudão em 1993. Ele cometeu suicídio aos 33 anos de idade. Sua história é retratada no longa-metragem de 2010 The Bang Bang Club, onde ele foi interpretado por Taylor Kitsch.

## Juventude
Kevin Carter nasceu na África do Sul durante o período do apartheid e cresceu em um bairro de classe média exclusivo para brancos. Quando criança, Carter ocasionalmente via batidas policiais para prender negros que viviam ilegalmente na área. Ele disse posteriormente que se questionou sobre os motivos de seus pais, uma família católica e "liberal", serem tão "indiferentes" com a luta contra o regime do apartheid.
Após o ensino médio, Carter abandonou seus estudos para se tornar farmacêutico e foi convocado para as forças armadas. Para escapar da infantaria, alistou-se na Força Aérea, onde serviu por quatro anos. Em 1980, ele testemunhou um garçom negro sendo insultado no refeitório. Carter defendeu o homem e acabou por ser espancado pelos outros militares. Em seguida, ele desertou, na tentativa de começar uma nova vida como DJ com o nome "David". Isso, no entanto, mostrou-se mais difícil do que ele imaginava. Logo depois ele decidiu cumprir o resto do seu serviço militar obrigatório. Depois de testemunhar os ataques de Church Street em Pretória em 1983, realizados pelo Umkhonto we Sizwe, o braço militar do Congresso Nacional Africano, ele decidiu se tornar fotojornalista.

## Início da carreira
Carter começou a trabalhar como fotojornalista esportivo nos fins de semana em 1983. Em 1984, ele mudou-se para trabalhar para o jornal Johannesburg Star, empenhado em expor a brutalidade do apartheid.
Carter foi o primeiro a fotografar uma execução pública necklacing (um tipo de execução e tortura praticada ao colocar um pneu de borracha, cheio de gasolina, em torno do peito e dos braços da vítima, e depois atear fogo) de negros africanos na África do Sul, por volta da década de 1980. A vítima era Maki Skosana, que havia sido acusada de ter um relacionamento com um policial. Carter, depois, falou sobre as fotografias: […] "Fiquei chocado com o que eles estavam fazendo, eu estava chocado com o que eu estava fazendo, mas, em seguida, as pessoas começaram a falar sobre as fotos […] então eu senti que talvez minhas ações não tinham sido de todo ruins. Ser testemunha de algo tão horrível não era necessariamente uma coisa ruim a se fazer".

## Fotografia vencedora do Prêmio Pulitzer

A fotografia de Carter que ganhou o Prêmio Pulitzer.

Em março de 1993, durante uma viagem ao Sudão (país então arrasado por uma longa guerra civil), Carter estava se preparando para fotografar uma criança faminta tentando chegar a um centro de alimentação da Organização das Nações Unidas (ONU) próximo à aldeia de Ayod, no atual Sudão do Sul, quando um abutre-de-capuz aterrizou nas proximidades. Ele relatou que tirou a fotografia porque esse era o seu "trabalho" e depois partiu. Ele foi criticado por não ajudar o menino, Kong Nyong:

O jornal St. Petersburg Times, da Flórida, disse sobre Carter: "O homem ajustando suas lentes para capturar o enquadramento exato daquele sofrimento poderia muito bem ser um predador, um outro urubu na cena."
Vendida para o The New York Times, a fotografia foi publicada pela primeira vez em 26 de março de 1993 e foi repassada para muitos outros jornais ao redor do mundo. Centenas de pessoas entraram em contato com o Times para perguntar sobre o destino do menino. O jornal informou que não se sabia se o garoto tinha conseguido chegar ao centro da alimentação. Em 1994, a imagem ganhou o Prémio Pulitzer de Fotografia Especial.

### Versão alternativa
João Silva, um fotojornalista português que mora na África do Sul e que acompanhou Carter no Sudão, deu uma versão diferente para os acontecimentos em uma entrevista com o jornalista e escritor japonês Akio Fujiwara, que depois publicou o livro The Boy who Became a Postcard (em português:  O Menino que se Tornou um Cartão-Postal; em japonês:  絵葉書 に さ れ た 少年- - Ehagaki ni sareta shonen).
De acordo com Silva, Carter e ele viajaram ao Sudão com as Nações Unidas durante a Operação Lifeline Sudan e chegaram ao sudeste do país (atual Sudão do Sul) em 11 de março de 1993. Os oficiais da ONU lhes disseram que iriam parar por 30 minutos (o tempo necessário para distribuir alimentos), de modo que os dois aproveitaram para olhar ao redor e tirar fotos. A ONU começou a distribuir milho e as mulheres da aldeia saíram de suas cabanas de madeira para chegar ao avião. Silva foi à procura de guerrilheiros, enquanto Carter saiu de não mais do que algumas dezenas de metros de perto da aeronave.
Ainda de acordo com Silva, Carter estava muito chocado, pois era a primeira vez que ele tinha visto uma situação de fome extrema e que por isso tirou muitas fotografias das crianças famintas no local. Silva também começou a tirar fotos das crianças no chão, como se estivessem chorando, que não foram publicadas. Os pais das crianças estavam ocupados pegando a comida do avião da ONU, de modo que deixaram seus filhos sozinhos por pouco tempo, enquanto recolhiam os alimentos doados. Esta era a situação do menino registrado na foto de Carter. Um abutre então pousou atrás do garoto. Para ter os dois em foco, Carter se aproximou da cena muito lentamente para não assustar a ave e tirou uma foto a aproximadamente 10 metros de distância. Ele então tirou mais algumas fotos antes de espantar o pássaro.
Dois fotógrafos espanhóis que estavam na mesma área naquela época, José María Luis Arenzana e Luis Davilla, e que não conheciam a fotografia de Kevin Carter, também tiraram uma foto em situação similar.

## Morte
Em 27 de julho de 1994, Carter dirigiu até o córrego Braamfontein Spruit, em Joanesburgo, perto do Campo e do Centro de Estudo, uma área onde ele costumava brincar quando criança, e tirou a própria vida colocando uma das extremidades de uma mangueira no escapamento de sua caminhonete e a outra na janela do lado do passageiro. Ele morreu por intoxicação por monóxido de carbono, aos 33 anos de idade. Partes da nota de suicídio de Carter diziam:

"Eu sinto muito. A dor da vida ultrapassa a alegria ao ponto em que a alegria não existe…. deprimido … sem telefone … dinheiro para o aluguel … dinheiro para sustentar as crianças … dinheiro para dívidas … dinheiro! … Estou assombrado pelas vívidas memórias de mortes e cadáveres e raiva e dor … de crianças famintas ou feridas, de loucos com dedo no gatilho, muitas vezes policiais, carrascos assassinos … Fui juntar-me ao Ken (Ken Oosterbroek, seu colega fotógrafo que havia falecido há pouco tempo), se eu tiver tamanha sorte."